# Knowltonia capensis
Knowltonia capensis là một loài thực vật có hoa trong họ Mao lương. Loài này được Huth mô tả khoa học đầu tiên năm 1890.